# Lindsay Bloss
Lindsay Bloss – australijska judoczka. Złota i brązowa medalistka mistrzostw Oceanii w 1981. Trzecia na mistrzostwach Australii w 1981 roku.